# Het kervelgerecht
Het kervelgerecht is een hoorspel van Adolf Muschg. Das Kerbelgericht werd in 1969 door de Westdeutscher Rundfunk uitgezonden. C. Denoyer vertaalde het en de VARA zond het uit op vrijdag 17 oktober 1970 (met een herhaling op 25 augustus 1973). De regisseur was Ad Löbler. Het hoorspel duurde 54 minuten.

## Rolbezetting
- Gerard Vermeersch (Ehrismann)
- Helmert Woudenberg (Tobler)
- Jacky Morel (Beer)
- Joke Hagelen (zuster Rosemarie)
- Frans Somers (de rechter)
- Willy Ruys & Donald de Marcas (de beide dokters)

## Inhoud
De niet meer zo jonge gerechtsreporter Ehrismann recapituleert en reflecteert in de schemertoestand tussen waken en slapen, onderbroken door de activiteit van het ziekenhuispersoneel, de woordenwisselingen met zijn kamergenoot Tobler, die nu naar de operatiekamer is weggevoerd. De jongeman, door ziekte niet in staat actief deel te nemen aan demonstraties, bepleit des te heftiger zijn idealen betreffende de klassenstrijd, die bijna tot een dwangsvoorstelling uitgegroeien. Gelaten reageert de ervaren Ehrismann op de heftige aanvallen van de jonge Tobler, die steeds meer tot een cliché verstarren hoe minder de oude man een typische vertegenwoordiger van het aangevallen establishment blijkt te zijn. Het conflict tussen de generaties, tot klassenstrijd gedeclareerd, wordt bij groeiende sympathie eigenlijk een verplichte oefening. Als het woord "kervel" valt, wordt Ehrismann aan een ongewone rechtszaak herinnerd, die hij ongeveer twintig jaar geleden heeft meebeleefd, maar waaraan hij geen belang heeft gehecht, terwijl Tobler daarin een voorbode van de huidige strijd tegen de gevestigde generatie ziet…